# Ricardo de Souza Rosa
Ricardo de Souza Rosa (* 27. April 1954 in Porto Alegre, Rio Grande do Sul), manchmal auch als Ricardo S. Rosa zitiert, ist ein brasilianischer Ichthyologe, der sich vornehmlich mit den neotropischen Süßwasserstechrochen befasst.

## Leben
Rosa ist der Sohn von David de Souza Rosa und Refcá Canetti Rosa. Bereits als Kind war er von der Natur fasziniert. Durch den Einfluss seiner Tante mütterlicherseits sowie seiner älteren Schwester, wurde seine Aufmerksamkeit auf die Meeresbiologie gelenkt. Rosa lebte in Porto Alegre, bis er acht Jahre alt war, und zog dann mit seiner Familie nach Rio de Janeiro. 1969 zog er nach São Paulo, wo er die Sekundarschule absolvierte. Zu dieser Zeit besuchte er regelmäßig das Museu de Zoologia da Universidade de São Paulo (MZUSP), das damals noch die zoologische Abteilung des Secretaria de Agricultura de São Paulo (Landwirtschaftsministeriums von São Paulo) war, sowie die Stützpunkte des Instituto Oceanográfico und des Instituto de Biologia Marinha der Universidade de São Paulo, die an der Küste von São Paulo liegen. 1970 erwarb Rosa dort durch die Teilnahme an einem Erweiterungskurs von Paulo Sawaya (1903–2003) sein erstes Zertifikat in Meeresbiologie. Zwischen 1972 und 1976 studierte er Biologie an der Universidade de São Paulo und absolvierte ab 1973 ein Praktikum in der Fischabteilung des MZUSP unter der Leitung der Professoren José Lima de Figueiredo und Heraldo A. Britski, damalige Kuratoren der ichthyologischen Sammlung des MZUSP.
Auf Anraten seiner Mentoren wechselte Rosa kurz nach seinem Bachelor-Abschluss im Jahr 1976 für ein bezahltes Praktikum in die Fischabteilung des Meeresforschungsinstituts in Arraial do Cabo, Rio de Janeiro. Sein Aufenthalt dort war nur kurz, da die Universidade Federal da Paraíba (UFPB) Ende der 1970er Jahre unter der Leitung des Rektors Lynaldo Cavalcanti de Albuquerque beträchtlich expandiert wurde. 1977 trat Rosa die Stelle eines Kooperationsprofessors in der Abteilung für Systematik und Ökologie der UFPB an und begann bald mit der Erforschung der Fische der Region. Im Rahmen eines Projekts zum Ausbau der Universitäten des Landes erhielt Ricardo eine Finanzierung aus dem PICD/CAPES-Programm (Programa de Iniciação Científica Discente/Coordenação de Aperfeiçoamento de Pessoal de Nível Superior), mit der er sein Master- und Doktoratsstudium am Virginia Institute of Marine Science des College of William & Mary absolvierte. Der Titel seiner Dissertation, mit der er 1985 unter der Leitung des renommierten Plattenkiemerforschers John A. Musick (1941–2021) zum Ph.D. in Meereskunde promoviert wurde, ist A systematic revision of the South American freshwater stingrays (Chondrichthyes: Potamotrygonidae). Für diese Arbeit wurde er von der Sociedade Brasileira de Zoologia mit dem Rodolfo von Ihering Award ausgezeichnet.
Ab 1989 absolvierte er unter der Leitung von Joseph S. Nelson seine Postdoc-Phase an der University of Alberta, Kanada.
Neben seiner Tätigkeit als Professor ist Rosa ein aktiver Forscher auf den Gebieten Taxonomie, Ökologie und Erhaltung von Fischen, mit Schwerpunkt auf Plattenkiemer, und er spielte eine bedeutende Rolle außerhalb der Universidade de São Paulo, darunter seine Teilnahme an der Sociedade Brasileira de Ictiologia und der Sociedade Brasileira para o Estudo de Elasmobrânquios (SBEEL), deren Gründungsmitglied er 1981 bzw. 1995 war. Bei der SBEEL wurde er zwischen 2000 und 2016 für drei Amtszeiten zum Präsidenten gewählt. Zudem war er Schatzmeister bei dieser Gesellschaft. Er war auch maßgeblich an der Bewertung des Gefährdungsstatus neotropischer Fischarten im Land beteiligt. Im Laufe seiner Karriere war Rosa zweimal verheiratet und hat drei Kinder.
Zu Beginn seiner Lehrtätigkeit an der UFPB unterrichtete Rosa Allgemeine Biologie im Fachbereich Sport und in dem inzwischen eingestellten Fachbereich Naturwissenschaften. Im Studiengang Biowissenschaften, seinem Hauptschwerpunkt, unterrichtete er Zoologie der Wirbeltiere (Fische und Landwirbeltiere), Neumünder, vergleichende Anatomie der Wirbeltiere, Grundlagen der Systematik und Biogeographie sowie allgemeine Aspekte wie aktuelle Themen der Biologie, entweder als alleiniger Dozent oder in Zusammenarbeit mit anderen Professoren des Fachbereichs. Zu Beginn seiner Laufbahn schuf und unterrichtete er die Wahlfächer Ichthyologie und Biologie der Plattenkiemer, um das Interesse der Studenten an Fischen zu wecken.
Im 1980 gegründeten Postgraduiertenstudiengang Biowissenschaften (PPGCB) der UFPB mit Schwerpunkt Zoologie spielte er eine Schlüsselrolle bei der Strukturierung und Stärkung des Studiengangs. Ab 1985 trat er in das Programm ein und unterrichtete Ichthyologie, Methoden zum Sammeln und Präparieren von Wirbeltieren und wirbellosen Tieren, Theorien und Methoden der systematischen Zoologie, vergleichende Biologie, Einführung in die Feldzoologie sowie die Schaffung des Wahlfachs Erhaltung der biologischen Vielfalt.
Er unterrichtete auch in zwei anderen Aufbaustudiengängen der Universidade Federal da Paraíba – Entwicklung und Umwelt (PRODEMA, Programa de Pós-Graduação em Desenvolvimento e Meio Ambiente) sowie Ökologie und Umweltüberwachung (PPGEMA, Programa de Pós-Graduação em Ecologia e Monitoramento Ambiental) – wo er in Zusammenarbeit mit anderen Professoren dieser Studiengänge die Fächer Erhaltung und Management natürlicher Ressourcen sowie Naturschutzbiologie von Fauna und Flora übernahm. Er betreute 42 Masterstudenten und die Dissertationen von elf Doktoranden.
Rosa war neben seiner akademischen Tätigkeit als Dozent an der UFPB in verschiedenen administrativen Funktionen tätig. Er fungierte als Koordinator und stellvertretender Koordinator des Programa de Pós-Graduação em Ciências Biológicas (PPGCB, Programm für Zellbiologie und Entwicklungsbiologie) in vier Amtszeiten von 1985 bis 2000, als Leiter und stellvertretender Leiter der Abteilung für Systematik und Ökologie in drei Amtszeiten von 1992 bis 2011 und als stellvertretender Koordinator des Núcleo de Estudos e Pesquisa dos Recursos do Mar (NEPREMAR, Zentrum für Studien und Forschung über Meeresressourcen) zwischen 1988 und 1989.
Rosa gilt aufgrund seiner wissenschaftlichen Arbeit über die Vielfalt der neotropischen Fische als Pionier der Ichthyologie Brasiliens. Seine Dissertation beinhaltete die Neubeschreibung von 19 Arten, die Identifizierung bisher unbekannter morphologischer Merkmale und die Diskussion der internen phylogenetischen Beziehungen mittels kladistischer und biogeographischer Analysen. Des Weiteren stellte er drei neue Gattungen in der Familie der Süßwasserstechrochen (Potamotrygonidae) auf und beschrieb 1987 eine neue Gattung mit der Typusart Plesiotrygon iwamae. Rosa veröffentlichte bis 2019 68 Artikel in nationalen und internationalen wissenschaftlichen Zeitschriften, darunter auch Beiträge zur ichthyologischen Systematik und zur Entdeckung neuer Arten von Fischen. Durch seine Forschungsarbeit konnten bis dahin wenig bekannte Meeresfischarten im brasilianischen Nordosten identifiziert und beschrieben werden. Darüber hinaus betreute er Studenten, die sich mit der Fortpflanzungs- und Ernährungsbiologie einheimischer Plattenkiemerarten befassten.
Rosa war an Studien zur handwerklichen Fischerei vor der Küste von Paraíba beteiligt und spielte eine bedeutende Rolle bei der politisch-wissenschaftlichen Artikulation zwischen Fischergemeinschaften und lokalen Behörden. Er trug auch zu regionalen ichthyologischen Studien an der Nordostküste des Landes bei, die sich mit der Struktur der Gemeinschaft, der Zoogeographie, der Lebensraumnutzung und der Populationsgröße der Rifffauna beschäftigen. Darüber hinaus war er maßgeblich an der Erforschung der Süßwasserfische der Caatinga beteiligt und koordinierte die Bemühungen zur Erhaltung dieses Gebiets, was 2003 in der Veröffentlichung des Buchkapitels Diversidade, padrões de distribuição e conservação dos peixes da Caatinga im Werk Ecologia e Conservação da Caatinga von  Inara L. Leal, Marcelo Tabarelli und Josë Maria C. da Silva mündete.
Seine Bibliographie umfasst eine breite Palette von Beiträgen in Form von Büchern und Buchkapiteln. Er hat als Organisator an drei Büchern, als alleiniger Autor an fünf Buchkapiteln und als Mitautor an 170 Kapiteln mitgewirkt, wobei sich die meisten Veröffentlichungen auf die Vielfalt der in Südamerika vorkommenden Plattenkiemer beziehen. Das Buch „Rayas de agua dulce (Potamotrygonidae) de Suramérica“, das 2013 und 2016 in zwei Auflagen erschienen ist, zeichnet sich durch eine detaillierte Darstellung der taxonomischen und ökologischen Daten und der regionalen Schutzbemühungen für diese Gruppe aus. Ein Höhepunkt in Rosas beruflicher Laufbahn ist die Gründung der Ichthyologischen Sammlung der Universidade Federal da Paraíba (CI-UFPB) im Jahr 1977 in Zusammenarbeit mit den Professorinnen Graciela Cannella und Maria Margarida Rodrigues.
Zusammen mit seinen Studenten war Rosa der Hauptinitiator für die Sammlung von Knochen- und Knorpelfischen aus dem Meer und den Flussmündungen der CI-UFPB sowie für die Sammlung von Süßwasserrochen aus Südamerika, eine Gruppe, auf die er sich spezialisiert hat. Ab den 2000er Jahren wurde die Sammlung von Robson T. C. Ramos (Rosas ehemaligem Studenten, der seit 1990 Professor in derselben Abteilung ist) und seinem Team, insbesondere von seinem ehemaligen Schüler Telton P. A. Ramos erweitert, was zu einer bedeutenden Kollektion von Festlandfischen aus dem Nordosten Brasiliens führte. Derzeit umfasst die Sammlung fast 12.000 Proben von Knochen- und Knorpelfischen sowie Schleimaalen und Neunaugen mit insgesamt mehr als 175.000 Exemplaren.
Die Sammlung beinhaltet eine bedeutende Anzahl an marinen und Süßwasser-Fischarten aus verschiedenen Bundesstaaten im Nordosten Brasiliens, insbesondere aus Paraíba, Maranhão und Alagoas. Sie ist die repräsentativste Sammlung der Süßwasser-Ichthyofauna im nördlichen Teil der brasilianischen Caatinga-Region sowie im Atlantischen Regenwald zwischen den Bundesstaaten Rio Grande do Norte und Alagoas.
Rosa ist auch ein aktiver Naturschützer und setzt sich für die Erhaltung der Ichthyofauna Brasiliens ein. Schon zu Beginn seiner akademischen Tätigkeit erstellte er 1990 die erste Rote Liste der gefährdeten Fischarten Brasiliens, wofür er von der Sociedade Brasileira de Zoologia mit einem Verdienstpreis ausgezeichnet wurde. Seitdem war Rosa Teil wichtiger Initiativen dieser Art im Land und auf internationaler Ebene, wie der Roten Liste der bedrohten Arten der International Union for Conservation of Nature (IUCN) im Jahr 2004, dem Nationalen Aktionsplan für die Erhaltung und Bewirtschaftung der Plattenkiemerbestände in Brasilien der Sociedade Brasileira para o Estudo de Elasmobrânquios (SBEEL) im Jahr 2005 und dem Roten Buch der gefährdeten brasilianischen Fauna (ICMBio/MMA) in den Jahren 2008 und 2018. Er hat auch an der Einrichtung von Naturschutzgebieten im Bundesstaat Paraíba mitgewirkt, darunter Picãozinho, Areia Vermelha und beim Naturschutzgebiet Naufrágio Queimado (mit einer Fläche von ca. 422 km² das größte seiner Art im Bundesstaat).

## Dedikationsnamen
Nach Rosa sind die Arten Apionichthys rosai Ramos, 2003 und Heliotrygon rosai Carvalho & Lovejoy, 2011 benannt.

## Erstbeschreibungen von Ricardo de Souza Rosa
- Cnesterodon brevirostratus Rosa & Costa, 1993
- Cnesterodon septentrionalis Rosa & Costa, 1993
- Elacatinus figaro Sazima, Moura & Rosa, 1997
- Haemulon squamipinna Rocha & Rosa, 1999
- Hypanus marianae (Gomes, Rosa & Gadig, 2000)
- Paratrygon orinocensis Loboda, Lasso, Rosa & Carvalho, 2021
- Paratrygon parvaspina Loboda, Lasso, Rosa & Carvalho, 2021
- Phallotorynus dispilos Lucinda, Rosa & Reis, 2005
- Phallotorynus pankalos Lucinda, Rosa & Reis, 2005
- Phallotorynus psittakos Lucinda, Rosa & Reis, 2005
- Plesiotrygon Rosa, Castello & Thorson, 1987
- Plesiotrygon iwamae Rosa, Castello & Thorson, 1987
- Potamotrygon boesemani Rosa, Carvalho & Almeida Wanderley, 2008
- Potamotrygon wallacei Carvalho, Rosa & Araújo, 2016